# 京都市立春日小学校
京都市立春日小学校（きょうとしりつ かすがしょうがっこう）は、京都市上京区にあった公立小学校であり、明治2年（1869年）に京都で設立された64の番組小学校の一つとして開校、平成7年（1995年）御所南小学校への統合により閉校した。なお、元学区の春日学区についても解説する。

## 沿革
春日小学校の校名は、丸太町通の旧称（平安京の春日小路）に由来する。
- 1869年（明治2年）12月 - 上京第三十番組小学校として創立（開校日：12月11日）[4][1]
- 1875年（明治8年）- 校名を春日に改称[1]
- 1877年（明治10年）- 現校地に移転[1]
- 1887年（明治20年）7月 - 春日尋常小学校に改称[1][4]
- 1922年（大正11年）4月 - 高等科を設置し、春日尋常高等小学校となる[1]。
- 1941年（昭和16年）4月 - 京都市春日国民学校に改称[1]
- 1947年（昭和22年）4月 - 学制改革により京都市立春日小学校となる[1]。
- 1948年（昭和23年）4月 - 第二錦林小学校閉校により、同校および錦林小学校の通学区域の一部を編入[1]（この時の編入区域は、昭和36年（1961年）3月までに錦林小学校の通学区域に復帰[5]）
- 1995年（平成7年）3月 - 御所南小学校への統合により閉校[6]

### 閉校後

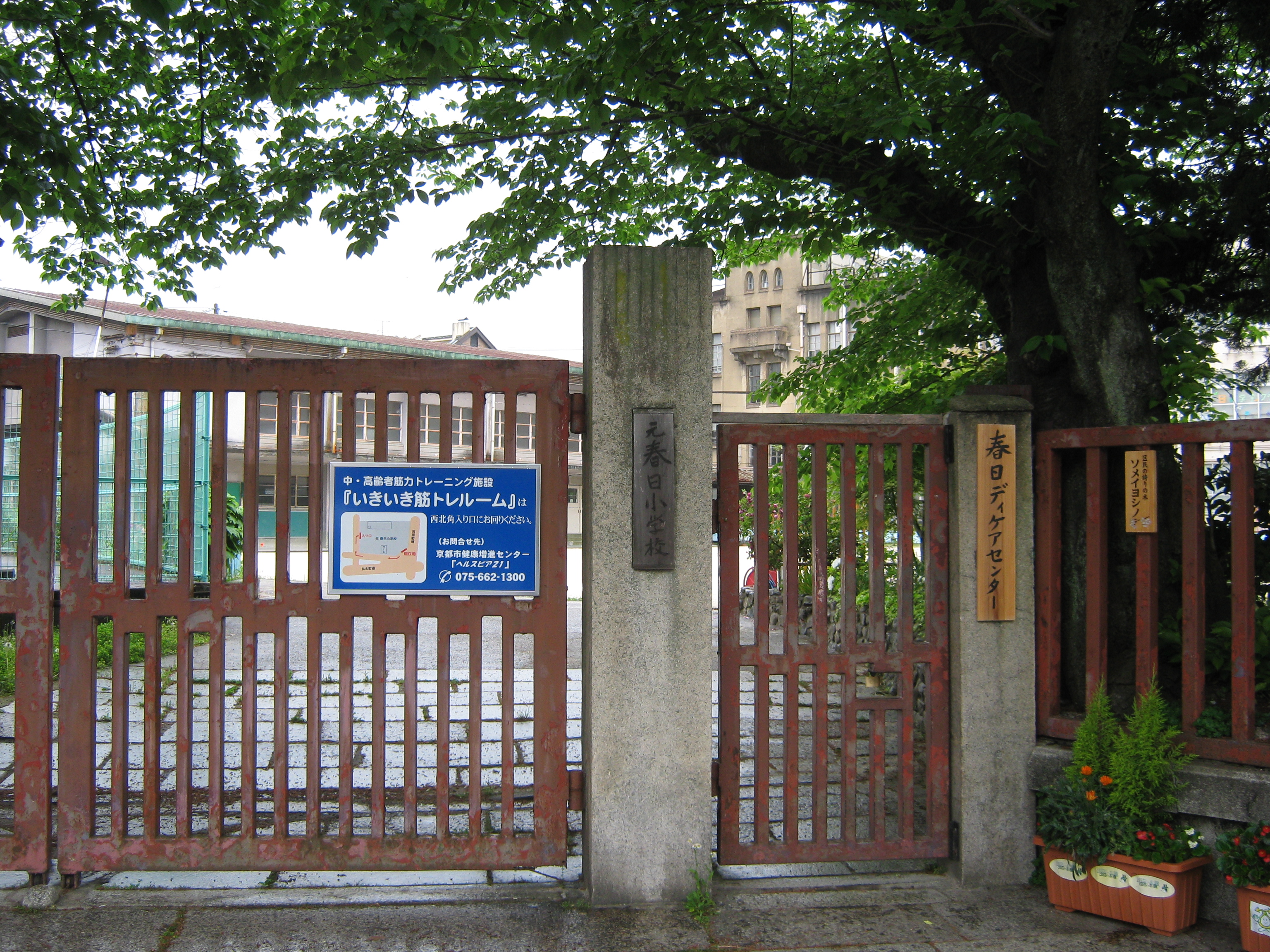
春日小跡（2010年ごろ）

- 2002年（平成14年）4月 - 総合地球環境学研究所が京都大学構内から移転。
- 2006年（平成18年）2月 - 総合地球環境学研究所が上賀茂新施設へ移転。
- 2014年（平成26年）12月 - 新小学校の新設を決定[7]
- 2016年（平成28年）6月 - 校舎等の建設工事が着工

- 2018年（平成30年）4月 - 御所南小学校から分立して御所東小学校が元春日校地に開校[7][8]

## 通学区域
春日小学校は後述の春日学区各町を通学区域とした。なお、戦後の学制改革による新制中学校（京都市立近衛中学校）創立のために第二錦林小学校が閉校となり、同校の通学区域が錦林小学校、第三錦林小学校と春日小学校の3校に分けられたことにより、昭和23年（1948年）4月12日から、春日小学校には錦林小・第二錦林小の通学区域11町（大文字町・杉本町・秋築町・吉永町・石原町・難波町・新先斗町・中川町・新生州町・下堤町・杉吉町）が編入された。この11町は昭和27年（1952年）より新1学年から順次昭和36年（1961年）3月までに元の通学区域（錦林小学校の通学区域）に復帰した。

## 春日学区
春日学区（かすががっく）は、京都市の学区（元学区）のひとつ。京都市上京区に位置する。明治初期に成立した地域区分である「番組」に起源を持ち、学区名の由来ともなるかつての春日小学校の通学区域であり、今でも地域自治の単位となる地域区分である。
明治2年（1869年）の第二次町組改正により成立した上京第30番組に由来し、同年には、区域内に上京第30番組小学校（のちに春日に校名を改称）が創立した。明治5年（1872年）には上京第22区、明治12年（1879年）には区が組となり上京第22組となった。学区制度により明治25年（1892年）には上京第17学区となった。
昭和4年（1929年）に、学区名が小学校名により改称され、上京第17学区から春日学区となった。昭和17年（1942年）に京都市における学区制度は廃止されるが、現在も地域の名称、地域自治の単位として用いられている。

### 人口・世帯数
京都市内では、おおむね元学区を単位として国勢統計区が設定されており、春日学区の区域に設定されている国勢統計区（上京区第12国勢統計区）における令和2年（2020年）10月の人口・世帯数は2,778人、1,526世帯である。

### 地理
上京区の南東端に位置する学区であり、北側は京極学区、東側は鴨川を隔てて左京区の吉田学区、聖護院学区、川東学区、南側は中京区の銅駝学区、西側は京都御苑に接する。区域は、東は鴨川、西は寺町通、北は広小路通、南は丸太町通で限られ、面積は0.258平方キロメートルである。

### 春日学区内の通り
東西の通り
- 広小路通
- 荒神口通
- 丸太町通

南北の通り
- 三本木通（東三本木通、西三本木通）
- 河原町通
- 新烏丸通
- 寺町通

### 春日学区の町名
- 上之町
- 中之町
- 南町
- 真町
- 袋町
- 俵屋町
- 駒之町
- 上生洲町
- 出水町
- 桝屋町
- 伊勢屋町
- 東土御門町
- 高島町
- 新烏丸頭町
- 信富町
- 錦砂町
- 東桜町
- 宮垣町
- 松蔭町
- 亀屋町
- 荒神町

### 春日学区の通学区域
春日小学校閉校後は、御所南小学校の通学区域に含まれることになったが、2018年（平成30年）4月以降は、元春日小学校地に開校した御所東小学校の通学区域に含まれている。

## 周辺
春日学区は、かつての平安京の東限となる東京極大路（現在の寺町通）よりも東に位置し平安京の域外にあたるが、平安時代の半ばには、東京極大路に並行して京域外の東側の鴨川河畔には東朱雀大路が拓かれた。
豊臣秀吉は、市街を囲む御土居を建造し、その内縁部に市中の寺院を集めた寺町が現在の寺町通に沿って形成された。一方江戸時代になると鴨川の御土居外側の開発が進み、鴨川の新堤（寛文新堤）の築造後は御土居の土地も払い下げられ、市街化が進んだ。明治維新後は京都電鉄が寺町通を通り出町まで通じたが、その後京都市電により河原町通が南北の主要軸となり、寺町通の路線も廃止された。

### 春日学区内の主な施設
- 京都府立鴨沂高等学校
- 山紫水明処
- 新島家旧邸
- 京都市歴史資料館